# Lagraulière
Lagraulière település Franciaországban, Corrèze megyében. Lakosainak száma 1189 fő (2022. január 1.). Lagraulière Chanteix, Espartignac, Perpezac-le-Noir, Saint-Clément, Saint-Jal, Saint-Pardoux-l’Ortigier és Seilhac községekkel határos.

## Népesség
A település népességének változása:
| Lakosok száma | 1072 | 1010 | 968  | 1039 | 1160 | 1123 | 1100 | 1097 | 1128 | 1189 |
|               | 1968 | 1982 | 1990 | 2006 | 2013 | 2015 | 2017 | 2019 | 2020 | 2022 |